# Религија у Јерменији
Религија у Јерменији (2011)
Религија у Јерменији (јерм. Կրոնը Հայաստանում) је заступљена с неколико верских заједница.

## Историја
Јерменија је један од крајева света где се рано хришћанство давно проширило.

## Верска структура
По попису из 2011. године утврђено је 2.862.366 хришћана (94,8%), од чега верника Јерменске апостолске цркве (92,5%); 29.280 евангелика, 13.996 јерменских источних католика и римокатолика, 8.695 Јеховиних сведока, 8.587 источних православаца (руски, украјински, грузијски, грчки); 2.874 молокана (неправославних Руса), 1.733 несторијанаца (Асирска црква истока), 733 протестаната; 241 мормон; јазида (0,8%), паганиста (0,2%); 812 исламских верника (Курди и Азери); 5.299 других религија (0,2%); 121.587 без одговора (4%).
Превладавају верници Јерменске апостолске цркве. Нешто је мало евангелика. 100.000 верника су римокатолици. Јазида, 35.000, по подацима из 2016. године, а у Јерменију и Грузију су дошли у 19/20. веку бежећи пред погромом. Данас граде највећи свој храм у селу Акналишу. Јеховиних сведока је 8.695 (2011. године) док их сам попис 2011. наводи само 241.

## Галерија
- Ширење хришћанства у Европи и на Средоземљу
- Европа у доба великог раскола 1054. године
- Религија у Европи, на Средоземљу и на Блиском истоку 1100. године
- Религије у Европи 1560. године